# Just Dance 2018
Pour les articles homonymes, voir Just Dance.
Just Dance 2018 est un jeu vidéo de rythme développé par Ubisoft Paris et édité par Ubisoft, commercialisé en octobre 2017 sur les consoles Wii, Wii U, PlayStation 3, PlayStation 4, Xbox 360, Xbox One, PC et Nintendo Switch. Il s'agit du neuvième volet principal de la série Just Dance. Il s'agit de l'avant dernier jeu paru sur la PS3 (le dernier étant FIFA 19 sorti fin septembre 2018).

## Description du jeu
Comme dans les précédentes opus, les joueurs doivent imiter le coach de l'écran pour une chanson choisie, marquant des points en fonction de leur exactitude. L'objectif de Just Dance est de danser, en suivant les mouvements des danseurs (on peut aussi s'aider des pictogrammes permettant de prévisualiser les mouvements).
La détection des mouvements se fait :
- grâce à la Wiimote sur Wii,
- grâce à la Kinect sur Xbox,
- grâce à la PlayStation Camera sur PS4,
- grâce à la PlayStation Move sur PS3, PS4,
- grâce au paire de Joy-Con détachés de la console sur Nintendo Switch,
- grâce à son smartphone sur PC, PS4, PS5, Xbox 360, Xbox One, Xbox Series et Wii U.

### But du jeu
Le but du jeu est de gagner le plus d'étoiles.
Le jeu est composé de plusieurs catégories de points :
- X (Croix rouge) : Vous avez raté un mouvement.
- OK : Vous n'avez pas fait comme il faut le mouvement.
- GOOD : Votre rythme de danse est bien rythmé.
- SUPER : Vous êtes à la pointe de la perfection.
- PERFECT : Votre rythme de danse est parfait continuez comme ça.
- YEAH : Vous avez réussi parfaitement le mouvement gold vous gagnez beaucoup de points.

### Types de danses
Dès la sortie du jeu un nouveau type de danse est mis en place : le mode duo où deux joueurs peuvent participer, chacun ayant une chorégraphie légèrement différente, s'ensuit les danses crew où quatre joueurs peuvent participer puis les danses on stage où trois joueurs peuvent danser avec le joueur du milieu ayant une chorégraphie changeante.
Mais il existe d'autres types de danse disponibles comme:
- Version alternative : une autre type de chorégraphie sur la même musique.
- Version extreme : des danses avec un niveau élevé.
- Version sweat : des danses fitness aérobique.
- Mashup : un mélange de danse de tous les opus pour une chorégraphie amusante.

### Just Sweat
C'est un programme de fitness personnalisé. Celui-ci permet au joueur de créer sa propre playlist qu'il pourra ensuite modifier en fonction de la difficulté de la chorégraphie, de la durée du programme et du nombre de calories qu'ils souhaitent brûler.

## Système de jeu
Just dance 2018 est un jeu classé dans la catégorie dite de "danse". Le principe du jeu est d'imiter les mouvements du personnage à l'écran (un coach) comme si c'était le reflet d'un miroir. Selon la chanson, les mouvements sont plus ou moins complexes et demandent plus ou moins d'effort. Des icônes indiquant les suites de pas et de mouvements défilent en bas de l'écran. S'ils sont effectués correctement et en rythme, le joueur obtient des points de score. Certains mouvements valent sensiblement plus de points, on les reconnait aux effets lumineux autour du coach, ce sont les Gold Moves. Si la chanson choisie est une chorégraphie en duo ou en groupe, il arrive que les joueurs fassent des mouvements différents, et soient amenés à se croiser.

## Liste des titres

### Mode Classique
Le service Just Dance Unlimited, disponible sur les consoles des 7e et 8e génération, permet aux joueurs d'accéder à plus de 500 chansons issues des opus précédents, ainsi que des contenus exclusifs.
La liste ci-dessous sont les chorégraphies qui apparaissent dans Just Dance 2018, qui comprennent:
| Chanson                                          | Artiste(s)                                                             | Année | Mode    | Danseur(s) |
| ------------------------------------------------ | ---------------------------------------------------------------------- | ----- | ------- | ---------- |
| 24K Magic                                        | Bruno Mars                                                             | 2016  | Duo     | ♂/♂        |
| All You Gotta Do (Is Just Dance)                 | The Just Dance Band                                                    | 2017  | Solo    | ♂          |
| Another One Bites The Dust                       | Queen                                                                  | 1980  | Quatuor | ♂/♀/♂/♀    |
| Automaton                                        | Jamiroquai                                                             | 2017  | Solo    | ♂          |
| Bad Liar                                         | Selena Gomez                                                           | 2017  | Solo    | ♀          |
| Beep Beep I'm A Sheep                            | LilDeuceDeuce feat. Black Gryph0n & TomSka                             | 2017  | Solo    | ♂          |
| Blow Your Mind (Mwah)                            | Dua Lipa                                                               | 2016  | Solo    | ♀          |
| Blue (Da Ba Dee)                                 | Eiffel 65 (Hit The Electro Beat)                                       | 1999  | Solo    | ♂          |
| Boom Boom                                        | Iggy Azalea ft Zedd                                                    | 2017  | Trio    | ♀/♂/♂      |
| Bubble Pop!                                      | HyunA                                                                  | 2011  | Trio    | ♀/♀/♀      |
| Carmen (Overture)                                | Georges Bizet (Just Dance Orchestra)                                   | 1875  | Duo     | ♂/♂        |
| Chantaje                                         | Shakira feat. Maluma                                                   | 2016  | Duo     | ♀/♂        |
| Daddy Cool                                       | Boney M. (Groove Century)                                              | 1976  | Solo    | ♂          |
| Despacito                                        | Luis Fonsi feat. Daddy Yankee                                          | 2017  | Quatuor | ♂/♀/♂/♀    |
| Dharma                                           | Headhunterz & KSHMR                                                    | 2016  | Solo    | ♂          |
| Diggy                                            | Spencer Ludwig                                                         | 2016  | Solo    | ♂          |
| Fight Club                                       | Lights                                                                 | 2017  | Solo    | ♀          |
| Footloose                                        | Kenny Loggins (Top Culture)                                            | 1984  | Solo    | ♂          |
| Got That                                         | Gigi Rowe                                                              | 2017  | Solo    | ♀          |
| How Far I'll Go                                  | Auli'i Cravalho (chanson du film Vaiana : La Légende du bout du monde) | 2016  | Solo    | ♀          |
| In The Hall Of The Pixel King                    | Dancing Bros.                                                          | 2017  | Solo    | ♂          |
| Instruction                                      | Jax Jones feat. Demi Lovato & Stefflon Don                             | 2017  | Solo    | ♀          |
| Itsy Bitsy Teenie Weenie Yellow Polka Dot Bikini | Brian Hyland (The Sunlight Shakers)                                    | 1960  | Duo     | ♂/♀        |
| John Wayne                                       | Lady Gaga                                                              | 2016  | Solo    | ♀          |
| Keep On Moving                                   | Michelle Delamor                                                       | 2017  | Solo    | ♀          |
| Kissing Strangers                                | DNCE feat. Nicki Minaj                                                 | 2017  | Duo     | ♂/♂        |
| Love Ward                                        | Hatsune Miku                                                           | 2009  | Trio    | ♂/♀/♂      |
| Make It Jingle                                   | Big Freedia (en)                                                       | 2016  | Solo    | ♂          |
| Naughty Girl                                     | Beyoncé                                                                | 2003  | Solo    | ♀          |
| New Face                                         | Psy                                                                    | 2017  | Trio    | ♂/♀/♀      |
| Risky Business                                   | Jorge Blanco                                                           | 2017  | Solo    | ♂          |
| Rockabye                                         | Clean Bandit feat. Sean Paul & Anne-Marie                              | 2016  | Duo     | ♂/♀        |
| Sayonara                                         | Wanko Ni Mero Mero                                                     | 2017  | Solo    | ♀          |
| Shape Of You                                     | Ed Sheeran                                                             | 2017  | Solo    | ♂          |
| Side to Side                                     | Ariana Grande feat. Nicki Minaj                                        | 2016  | Solo    | ♀          |
| Slumber Party                                    | Britney Spears feat. Tinashe                                           | 2016  | Quatuor | ♀/♀/♀/♀    |
| Sugar Dance                                      | The Just Dance Band                                                    | 2017  | Solo    | ♂          |
| Swish Swish                                      | Katy Perry feat. Nicki Minaj                                           | 2017  | Quatuor | ♂/♀/♀/♂    |
| The Way I Are (Dance With Somebody)              | Bebe Rexha feat. Lil Wayne                                             | 2017  | Duo     | ♀/♂        |
| Tumbum                                           | Yemi Alade                                                             | 2016  | Quatuor | ♂/♀/♀/♂    |
| Waka Waka (This Time for Africa)                 | Shakira                                                                | 2010  | Trio    | ♂/♀/♀      |
| Thumbs                                           | Sabrina Carpenter                                                      | 2017  | Solo    | ♀          |
| J’suis pas jalouse                               | Andy                                                                   | 2017  | Duo     | ♀/♂        |

### Mode Alternative
La liste ci-dessous sont les chorégraphies alternatives qui apparaissent dans Just Dance 2018, qui comprennent:
| Chanson                          | Artiste(s)                      | Année | Mode    | Danseur(s) |
| -------------------------------- | ------------------------------- | ----- | ------- | ---------- |
| 24K Magic                        | Bruno Mars                      | 2016  | Solo    | ♂          |
| Another One Bites The Dust       | Queen                           | 1980  | Solo    | ♂          |
| Automaton                        | Jamiroquai                      | 2017  | Solo    | ♂          |
| Bubble Pop                       | HyunA                           | 2011  | Quatuor | ♂/♂/♂/♂    |
| Chantaje                         | Shakira feat. Maluma            | 2016  | Trio    | TBA        |
| Despacito                        | Luis Fonsi feat. Daddy Yankee   | 2017  | Solo    | ♂          |
| Dharma                           | Headhunterz & KSHMR             | 2016  | Duo     | TBA        |
| John Wayne                       | Lady Gaga                       | 2016  | Solo    | ♀          |
| Kissing Strangers                | DNCE feat. Nicki Minaj          | 2017  | Duo     | ♂/♀        |
| Naughty Girl                     | Beyoncé                         | 2003  | Solo    | ♀          |
| Side To Side                     | Ariana Grande feat. Nicki Minaj | 2016  | Solo    | ♀          |
| Tumbum                           | Yemi Alade                      | 2016  | Solo    | ♀          |
| Waka Waka (This Time For Africa) | Shakira                         | 2010  | Quatuor | ♂/♂/♂/♂    |

### Mode Kids
| Chanson                                         | Artiste(s)                  | Année | Mode | Danseur(s) |
| ----------------------------------------------- | --------------------------- | ----- | ---- | ---------- |
| Amazing Girl                                    | The Girly Team              | 2017  | Solo | ♀          |
| Chiwawa (2015)                                  | Wanko Ni Mero Mero          | 2015  | Solo | ♀          |
| Happy Farm                                      | Groove Century              | 2017  | Solo | ♂          |
| Fearless Pirate                                 | Marine Band                 | 2017  | Solo | ♂          |
| Footloose (Kids Version)                        | Kenny Loggins (Top Culture) | 1984  | Solo | ♂          |
| Funky Robot                                     | Dancing Bros.               | 2017  | Solo | ♂          |
| Magic Halloween                                 | Halloween Thrills           | 2017  | Duo  | ♂/♀        |
| Pixie Land                                      | The Sunlight Shakers        | 2017  | Solo | ♀          |
| Waka Waka (This Time for Africa) (Kids Version) | Shakira                     | 2010  | Solo | ♀          |